# 单庚金
单庚金（1239年—1305年），字君范，南宋后期、元朝前期剡县（今浙江省嵊州市）人。
宋度宗咸淳六年（1270年）预两浙乡荐，以母丧不出。咸淳十年（1274年），就礼部别试被黜，随归剡源晦溪山中，自号晦溪处士。元朝灭宋后，隐居三十年，著有《春秋传说集略》十二卷。元成宗大德九年（1305年）卒，年六十七岁。他的生平在《剡源文集》卷十六《单君范墓志铭》。
诗作《题夫人石》：
造化斲出苍云骨，娉婷如人更奇突。
千秋独立日岭头，黛眉空翠含娇羞。
访诸故老不可识，或是当年望夫石。
当年望夫夫未归，山头化石空相忆。